# John May
John May (Chatham (Kent), 3 november 1694 - begraven Amsterdam, 27 januari 1779) was scheepsopperbouwmeester bij de Admiraliteit van Amsterdam.

## Biografie
May, lid van het geslacht May, werd in Kent geboren. Hij trouwde te Londen in 1714 met Rebecca Pensix (†1743) en hertrouwde in 1762 met Magteld Geertruy Cannegieter (1720-1802).
In Engeland had hij al naam gemaakt als scheepstimmerman. In 1727 werd Thomas Davis door de admiraliteit aangesteld als scheepsopperbouwmeester en kwam May met hem mee als zijn assistent. Davis werd in 1736/1737 opgevolgd door Charles Bentam. Na het overlijden van die laatste werd May in 1758 aangesteld tot scheepsopperbouwmeester. Die laatste functie zou hij 21 jaar behouden tot aan zijn overlijden, in zijn 85e levensjaar, in 1779. Pas daarna werd er weer een Nederlander als bouwmeester aangesteld.
May was de stamvader van het Nederlandse adellijke geslacht en de vader van kapitein-ter-zee en commandeur en opperhoofd bij de Amsterdamse admiraliteit William May (1725-1807). Hiermee was hij ook de grootvader van schout-bij-nacht Job Seaburne May.